# Bikini Island
Bikini Island er et dansk realityprogram, som sendes på TV3. Programmet havde premiere på den første sæson mandag d. 31. august 2015. Programmets vært er Claudia Rex, som tidligere har deltaget i bl.a. Vild med dans på TV2. 
I programmet Bikini Island bliver 12 unge mennesker bliver sat sammen på to rivaliserende øer i Cambodja. Det gælder det om at bo på den ø, hvor der er flest gæster. Med andre ord: Det handler om altid at være på den største ø. Nicki, Wetter og Christopher var det vinderne af Bikini Island. 

## Deltagere
| Navn                        | Alder | Tjekket ud | Fra               |
| --------------------------- | ----- | ---------- | ----------------- |
| Cecille Nilsson             | 22    | Ep 24      | Allerød           |
| Pernille                    | 20    | Ep 24      | Nykøbing Falster  |
| Martin Sylvest              | 19    | Ep 24      | Nørre Alslev      |
| Nicki Svendsen              | 23    | Ep 24      | Helsingør         |
| Nelly                       | 23    |            | Hvidovre          |
| Senta Mortensen             | 25    | Ep 24      | Horsens           |
| Casper Frederiksen          | 30    | Ep 24      | Nykøbing Falster  |
| Nicklas Unico               | 23    | Ep 24      | København         |
| Savas Sahin                 | 21    | Ep 24      | København         |
| Nicklas "Bust" Bust         | 26    | Ep 24      | Ringsted          |
| Kasper "Wetter" Wettergreen | 28    | Ep 24      | Glostrup          |
| Emma Stjerne Nielsen        | 20    | Ep 24      | Helsingør         |
| Polly                       | 26    | Ep 24      | Rødovre           |
| Anja                        | 21    |            | København         |
| Nick                        | 26    | Ep 24      | Ishøj             |
| Christopher                 | 24    | Ep 24      | Nykøbing Sjælland |
| Mette Wormstrup             | 25    | Ep 24      | Albertslund       |